# Gospodarstvo Trećeg Reicha
Njemačko gospodarstvo je, kao i gospodarstva drugih zapadnih zemalja, patilo zbog učinaka velike depresije koja je za sobom ostavila veliku nezaposlenost koja je uslijedila nakon sloma američke burze 1929. godine. Kada je Adolf Hitler postao kancelar 1933. godine, uveo je niz ekonomskih politika koje su za cilj imale popravak opće financijske situacije. Mjere su uključivale privatizaciju državne industrije, autarkiju i tarife na uvoz. Tijekom ovog perioda plaće su se povećale za 10,9%. Politika smanjene vanjske trgovine i uvoza značila je da su mnoga do sad dostupna dobra Nijemcima bila uvelike ograničena (egzotično voće, perad, obuća i sl.).
1934. godine, tadašnji nacistički ministar gospodarstva Hjalmar Schacht upoznao je narod s posebnim državnim mjenicama koje su Reichu omogućile da se ponovno naoruža bez ijedne potrošene reichmarke. Nove mjenice, zvane još i Mefo mjenice, omogućile su njemačkim poslovnim subjektima međusobnu bezgotovinsku trgovinu. Ove mjenice nisu se pojavljivale u ni jednom računovodstvenom aktu, odnosno nitko ih nije nigdje knjižio ni bilježio pa se njemačko naoružanje moglo odvijati ispod površine i daleko od oka javnosti. Između 1933. i 1939. godine državni proračun imao je prihode od 62 milijarde reichmaraka dok su troškovi državnog proračuna iznosili preko 100 milijardi reichmaraka (procjenjuje se kako se oko 60% proračuna trošilo na naoružavanje oružanih snaga i policije). Od 1939. godine nezaposlenost praktički nije ni postojala (oko 300 000 nezaposlenih).

## Politička ekonomija Trećeg Reicha
Na početku svoje političke karijere Adolf Hitler nije se baš pretjerano bavio i zamarao ekonomskim pitanjima već ih je smatrao relativno nevažnima. 1922. godine Hitler je izjavio kako "nas svjetska povijest uči da ni jedna osoba nije postala moćna putem vlastite ekonomije te da ona može samo upropastiti osobu". Kasnije je izjavio kako je "ekonomija nešto od sekundarne važnosti". Hitler i njegovi pristaše nacionalsocijalisti imali su vrlo idealističku koncepciju povijesti te su smatrali kako su svi ljudski događaju vođeni malim brojem izvanrednih individualaca koji su slijedili neke veće ideale te su smatrali kako ekonomska pitanja, pogotovo ona materijalistička, nisu predmet njihovog rada. Hitler je otišao toliko daleko da je okrivio sva prethodna Njemačka vodstva (još od Bismarcka) da su "Nijemce naveli na materijalizam" tako što su se oslanjali na mirnodopski rast ekonomije, a ne na ekonomsku ekspanziju putem rata.
Upravo zbog ovih razloga nacisti nikad do kraja nisu definirali vlastiti ekonomski program. Originalni stranački program, nazvan još i "program 25 točaka", u svom je tekstu naglašavao nekoliko ekonomskih zahtjeva kao što su odricanje od svih ekonomskih dobitaka koji ne proizlaze iz vlastitog rada, nemilosrdne konfiskacije svih dobara koja su osvojena ratom, nacionalizaciju svih poduzeća koja su postala korporacije, dijeljenje profita u velikim poduzećima, ekstenzivni razvoj mirovinskog osiguranja za umirovljenike i sveobuhvatne reforme zemlje za nacionalne potrebe Omjer u kojem su nacisti slijedili ove inicijalne ekonomske smjernice bio je upitan i nije se uvijek poklapao s napisanim. Tijekom godina bilo je nekoliko pokušaja promjene samog programa. 1924. godine Gottfried Feder predložio je novi program od 39 točaka u kojem bi se dodale neke sasvim nove ekonomske smjernice, ali je Hitler 1925. zabranio bilo kakvu diskusiju oko forme i točaka programa. Smatrao je kako je njegov program nepovrediv i savršen te kao takav ne treba nikakve dorade.

## Hitlerovi stavovi prema gospodarstvu i ekonomiji
Hitlerovi pogledi na ekonomiju vrlo su diskutabilni i kao takvi su česti predmet debata koje vode povjesničari. S jedne strane Hitler je u jednom svom govoru rekao: "ako smo mi socijalisti, onda definitivno moramo biti antisemitisti i obrnuto... Kako netko tko je socijalist može ne biti antisemitist?" Također je govorio kako njegova interpretacija socijalizma nema nikakve veze s interpretacijom Karla Marxa te je smatrao kako Marxov socijalizam nije pravi socijalizam jer ne poštuje privatno vlasništvo. U kasnijim stadijima vladavine rekao je: "Socijalizam! Ukupno gledajući to je nesretna riječ... Što socijalizam zapravo znači? Ako ljudi imaju nešto za jesti i ako su zadovoljni, onda oni imaju vlastiti socijalizam." Termin za kojim je Hitler kasnije žalio, odnosno termin koji je htio upotrijebiti u imenu stranke jest "društveno revolucionarstvo". Hitler je poštovao privatno vlasništvo te je zagovarao kako svaka država mora poticati bilo kakvu privatnu inicijativu dok god ona ostane u nekakvim granicama. Drugom prilikom pak je rekao kako država mora imati sposobnost kontrolirati pojedince i njihovo privatno vlasništvo ako je to potrebno kako bi se zaštitili bilo kakvi državni interesi koji su važniji od interesa pojedinca i privatnog vlasništva. Kratko nakon stupanja na vlast Hitler je rekao: "nema više licenci, nema privatne sfere gdje individualac pripada sam sebi. To je socijalizam, a ne tako trivijalna pitanja poput mogućnosti privatnog vlasništva nad sredstvima za proizvodnju." Snažno je vjerovao kako je neimanje čvrstog ekonomskog programa jedna od glavnih vrlina njegove nacističke stranke, rekao je kako je "osnovna prednost njihove ekonomske teorije to što je oni nemaju." 
Iako se nije slagao za nikakvu određenu ekonomsku politiku, Hitler je često napadao i kritizirao ekonomske sustave drugih zemalja. Njegove kritike bile su prožete antisemitističkim stavovima i vjerovanjem kako su Židovi krivi za sve, tj. za kapitalizam i komunizam kojima se on protivio i suprotstavljao. Također je vjerovao kako se individualci i unutar vlastite države bore za bolji položaj i da takva nemilosrdna konkurencije može samo iznjedriti sposobne i superiorne individualce koji su budući nositelji politike države. U srpnju 1944. godine Hitler je održao posljednji govor pred publikom u kojem je govorio kako će nakon rata privatna inicijativa Nijemaca dostići najbolje trenutke do sada. Također vjerovao je da će budućnost i razvoj najviše ovisiti o količini privatne inicijative, odnosno njene promocije od strane vladajućih (Hitler je privatnu inicijativu vidio kao najvažniji preduvjet bitnih promjena). Tijekom tadašnjeg govora nije dobio očekivanu podršku ni pljesak, a industrijalci su bili razočarani Hitlerovim pragmatičkim načinom razmišljanja koji je potkopavao sva njegova početna obećanja vezana za industriju.

## Predratno gospodarstvo (1933. – 1939.)
Nacisti su došli na vlast usred velike ekonomske depresije te je u to vrijeme u Njemačkoj stopa nezaposlenosti bila oko 30%. Hjalmar Schacht imenovan je za novog predsjednika Reichbanke te je godinu kasnije, 1934. godine postao ministar gospodarstva. U početku svog mandata nastavio je politiku prošlog ministra koja se svodila na borbu protiv učinaka depresije tako što su se obavljali veliki javni radovi podržani velikim trošenjima državnog proračuna koji su državu odveli u veliki deficit (pr. izgradnja velikih autocesta i sl. putem javnih radova s ciljem stimuliranja ekonomije i smanjenja nezaposlenosti). Posljedično, nacistički državni javni dug 1939. godine iznosio je 37,4 milijarde reichmaraka.
Hitler je također trošio mnogo državnog proračuna na borbu protiv učinaka velike depresije putem velikih sustava socijalne skrbi. Privatizirao je određene socijalne institucije te je također nacionalizirao neke od njih kako bi postigao bar nekakav balans i umanjio učinke velike ekonomske krize. NSV je također pokrenuo određene brze i ekspanzivne programe rješavanja socioekonomskih nejednakosti između Nijemaca. Joseph Goebbels 1944. godine javno je hvalio Hitlerov socijalni program govoreći: "mi i mi sami (op. a. nacisti) imamo najbolje socijalne mjere. Sve se radi za naciju".
Organizacija državnog blagostanja (NSV) 1939. godine davala je potporu za više od 17 milijuna Nijemaca. Nacistički koncept kolektivizma uključivao je žrtvu onih koji imaju dobre prihode kako bi oni koji imaju manje dobili plaću ili socijalnu pomoć. NSV je pokretao preko 8000 dječjih vrtića, financirao kuće za odmor majki i rodilja, distribuirao socijalnu pomoć u vidu hrane za one koji nemaju i sl.
Nacističke mjere socijalnog osiguranja i pomoći uključivale su mirovinsko osiguranje, dodatke i poticaje za plaćanje stanarina, naknade za nezaposlene i invalide, financiranje staračkih domova, beskamatne zajmove za novopečene bračne parove te zdravstveno osiguranje (koje nije postojalo prije 1941. godine). Jedan od odjela NSV-a pomagao je putnicima na željezničkim postajama, pomagao je pri socijalizaciji bivših osuđenika, prihvaćao migrante povratnike iz inozemstva, borio se protiv ilegalnih droga i epidemija i sl. U svemu tome nedostajala je pomoć i skrb za beskućnike i fizički nesposobne osobe koje nisu mogle raditi, njih su nacisti proganjali i slali u sabirne logore u kojima su ubijani. Odjel za mlade NSV-a nadzirao je rad mladih, održava korektivne seminare i predavanja kako bi se mlade "navelo na pravi put" te je vodio brigu o smanjenju maloljetničke delinkvencije. Procjenjuje se kako su Nijemci 1930-tih godina plaćali oko 35% svog dohotka državi u obliku raznih poreza.
Iako je velika ekonomska depresija u svim zapadnim zemljama dovela do masovne nacionalizacije industrije, nacisti su dolaskom na vlast privatizirali brojne tvornice, brodogradilišta, željezničke pruge, brodske linije i socijalne organizacije. Hitler je ovim kontradiktornim potezom doslovno prekršio vlastitu politiku koja je bila napisana u programu od 25 točaka. S druge strane nacistička administracija je u određenim periodima prije rata trebala dodatne resurse kako bi proizvodila oružje (ili za neku drugu namjenu) pa je u određenim slučajevima prvo nacionalizirala određene tvrtke (ponajprije one koje su se bavile proizvodnjom i obradom željeza) te ih potom podvrgle pod apsolutnu vlast NSDAP-a. Tvornice i tvrtke koje su ostale u privatnom vlasništvu često su dobivale velike državne poticaje i veliku državnu pomoć u bilo kakvim oblicima.
Mnogi poduzetnici pozdravili su Hitlerov uspon i dolazak na vlast zbog Hitlerove anti-komunističke i anti-sindikalne politike. Mnogi poduzetnici nastavili su podržavati Hitlera nakon početka rata te su i sami profitirali od nacističkih progona Židova (to su bile velike tvrtke poput Kruppa, IG Farbena i nekih velikih tvornica automobila). Mnogi poduzetnici imali su prisne odnose s nacističkim generalima i čelnicima, pogotovo s Himmlerom. Nacistička stranka bila je poznata i po tome što je oštro kažnjavala svaku knjigovodstvenu pogrešku te bi takve pogreške često dovele do gašenja malih poduzetnika koji nisu imali bliske veze s važnim ljudima unutar NSDAP-a.
Hitlerova administracija je u listopadu 1937. godine donijela odluku da će se sva poduzeća s kapitalom ispod 40 000 dolara ugasiti, a zabranjeno je bilo osnivanje poduzeća s kapitalom manjim od 200 000 dolara. Ovakva politika dovela je do dodatnog raspada malog poduzetništva čiji su se vlasnici sada morali zapošljavati unutar velikih tvorničkih pogona ili se priključiti policiji, odnosno vojsci. Godinu dana ranije, 1936., nacisti su blokirali svaki pokušaj trgovine Nijemaca sa stranim dionicama, i to prvenstveno zbog toga što su vjerovali da svim dionicama i burzama upravljaju Židovi.
Nacisti su također zamijenili postojeće sindikate s državnim sindikatom koji je bio pod kontrolom NSDAP-a, Njemačka fronta rada. Nacionalsocijalisti su zabranili štrajkove i bilo kakve blokade rada što je dovelo do nacionalizacije bilo kakvih radničkih pokreta. Svi radnici su se morali učlaniti u Hitlerov sindikat zbog toga što su svi drugi sindikati bili zakonom zabranjeni, a ovakva politika dovela je Hitlera do potpune kontrole radničkog stanovništva i dobivanja kredibiliteta fiktivnom borbom za njihova prava.
Kad je riječ o maloprodaji i malom poduzetništvu, kako bi se koordiniralo radnike i male gospodarstvenike osnovala su se vijeća trgovina i tzv. Sudovi časti za praćenje maloprodajnih jedinica. Za razliku od talijanskog fašizma, nacizam je percipirao radnike i poslodavce u svakom poduzeću kao obitelj; svaka s različitim ulogama. Plaće i radne sate određivala su radnička vijeća, a nacisti su industrijama omogućili da odbiju od oporezivog dohotka sve iznose koji se koriste za kupnju nove opreme za proizvodnju. Bogatim obiteljima koje su zaposlile kućnu pomoćnicu bilo je dopušteno da istu računaju kao jedno dijete te da dobiju porezne olakšice.
Automobili, autobusi i ostala prijevozna sredstva postala su iznimno popularna te je njemačka automobilska industrija doživjela veliki procvat. Njemačka vlada zabranila je proizvodnju velikog broja modela vozila te je odobrila proizvodnju samo 19 tipova vozila, tj. automobila i kamiona. 1939. godine došlo je do velike nestašice gume što je uzrokovalo drastrične restrikcije korištenja motornih vozila.

### Rekordna vojna potrošnja
1936. godine, nakon dugo godina od potpisa Versailleskog sporazuma kojim su Njemačkoj nametnute razne sankcije i ekonomski nameti (plaćanje ratne reparacije), Njemačka potrošnja na vojsku porasla je na 10% proračuna (što je bilo najviše u cijeloj Europi), da bi 1938. godine vojni proračun iznosio 18,6% proračuna. Samo pet godina ranije, 1933., samo se 2% ukupnog proračuna trošilo na vojsku. Hitler se našao u dilemi jer je morao ugoditi svim strujama unutar NSDAP-a te velikim poduzetnicima. S jedne strane poduzetnici su tražili veće slobodno tržište, manje vojne troškove i manji omjer državne intervencije u poduzetništvo. S druge strane ispolitizirane frakcije zalagale su se za puno veću vojnu potrošnju te za autarkiju.
Hitler je oklijevao prije nego što se odlučio za ovu drugu stranu koja je više podržavala njegova vlastita uvjerenja i sami program i cilj NSDAP-a. U kolovozu 1936. godine izdao je memorandum u kojem je iznio svoje četverogodišnje planove: potpuna priprema za rat, mobilizacija svih sredstava koji su bilo kako vezani za vojsku i potpuna spremnost za borbu i agresiju u roku od četiri godine. Ovaj četverogodišnji plan totalno je potisnuo privatni sektor te je nasilno iz njega izvlačio novac za ponovno naoružavanje vojske.
Cijene sirovina na tržištu su porasle, a cijene materijala koje je Hitler izvozio smanjile su se. Hitler je znao da je potpuna autarkija nemoguća te je predvidio veliki deficit vlastitog proračuna. Izabrao je drugačiji pristup tako što je održao jedan nivo vanjske trgovina sa zemljama u kojima je želio stvoriti utjecaj i koje su ga kasnije zanimale za realizaciju vlastitog vojnog plana. Mnogi bilateralni sporazumi potpisani su s južnoeuropskim i jugoistočnoeuropskim državama. Jedan od ciljeva ove Hitlerove politike bio je učiniti cijelu južnu Europu i balkanske zemlje ovisne o njegovim resursima i trgovini kako bi ih kasnije što lakše privolio na savezništvo ili izveo okupaciju.

### Izgradnja autocesta
Izgradnja cesta i autocesta bila je jedan od glavnih proriteta Hitlerove vlade. U prvim tjednima nakon što je postao vladar najavio je poticaje za korištenje autombila, odnosno za njihovu kupovinu. Unutar šest mjeseci od stupanja na dužnost oformio je kompaniju koja je bila zadužena za izgradnju najveće svjetske mreže autocesta. Gradnja autocesta službeno je započela u rujnu 1933. godine pod vodstvom glavnog inženjera Firtza Todta. Prva izgrađena dionica bila je između Frankfurta i Darmstadta te je bila dugačka oko 20 kilometara.
Gradnja autocesta obilježena je simultanim radovima koji su se istovremeno odvijali u 131 okrugu (od njih preko 900). Svako otvorenje nove dionice autoceste Hitler je pretvarao u veliki događaj kojeg se moralo obilježiti na svečani način te je tako sve više dobivao na popularnosti. Do 1938. godine izgrađeno je oko 3500 kilometara autocesta.
Originalni planovi izgradnje cestovne mreže uključivali su angažman preko 600 000 radnika, ali istinski maksimum bio je oko 125 000 radnika. Radnici su radili veliki broj sati u tjedno za relativno male plaće te im država nije plaćala naknadu za smještaj i hranu (radnici su često bili smješteni u lošim barakama i brvnarama). Tek je 1938. godine odobren dodatni novac za radnike koji bi radili po lošem vremenu.

### Poljoprivreda
Poljoprivreda je bila jedna od gospodarskih grana u kojoj su nacisti uspjeli sprovesti većinu svojih inicijalnih zamisli koje su imali kada su došli na vlast 1933. godine, ali pozitivan rezultat je izostao. Nakon poljoprivrednih problema u Prvom svjetskom ratu, Adolf Hitler nije želio ponoviti iste greške koje su tada dovele do nedostatka hrane. Dvije najvažnije institucionalne promjene bilo je osnivanje zasebnog tijela koje je reguliralo proizvodnju hrane (Reichsnährstand) te propisivanje zakona (Reichserbhofgesetz) kojim je u zakonske forme uvedena idealizacija poljoprivrede kao stupa Njemačke proizvodnje (u opisu zakona stala je rečenica: moramo očuvati farme i poljoprivredno društvo kao žilu kucavicu njemačkog naroda). Nove institucije i instituti doveli su do direktne državne intervencije u poljoprivredu te u slabljenje malih, tj. obiteljskih poljoprivrednih gospodarstava koji su zbog nametnute cijene sirovina, materijala i svega drugoga uživali vrlo niske ekonomske slobode. Novi zakonom se zabranjivalo farmerima da uzimaju bilo kakve kredite, tj. hipoteke na postojeće farme te da se udružuju s drugim farmerima.
Zasebno državno tijelo koje je kontroliralo proizvodnju i sva pitanja u vezi poljoprivrede zakonima je bilo definirano kao samostalno korporativno tijelo koje funkcionira po državnim zakonima. Cilj ovog tijela bilo je objedinjavanje svih poljoprivrednih udruženja i organizacija koje su predstavljale farmere u jednu posebnu, pod državnom "kontrolom", koja je odgovarala samo ministru poljoprivrede (tj. čelna osoba Reichsnährstanda odgovarala je ministru poljoprivrede jer se Reichsnährstand smatrao kao zasebno odvojeno tijelo). Kako bi se građanin uključio u bilo kakav aspekt proizvodnje ili prodaje hrane morao je postati član udruženja poljoprivrednika. Ako je osoba ili neko drugo tijelo obavljalo neke vitalne funkcije za gospodarstvo, ono je bilo inkorporirano unutar tijela zbog lakše kontrole nad esencijalnim procesima. U veljači 1934. godine Reichsnährstand je podijelio poljoprivredu na 10 sektora, a propisi koji su to regulirali bili su iznimno detaljno napisani tako da rupe u zakonu skoro pa i nisu postojale. Opseg kontrole Reichsnährstanda prostirao se na sljedeća područja i djelatnosti: propisivali su može li farmer uzgajati hranu na svojoj zemlji, može li se udruživati s drugim farmerima, kada će i koliko uzgajati, kada i što će prodavati, kome i po kojoj cijeni će prodavati te cijenu po kojoj će se hrana dalje preprodavati.
Agrikulturalne reforme kao posljedicu imale su smanjenje ukupnog outputa proizvodnje hrane. Nakon slabih žetvi, nacisti su najavili "borbu za proizvodnju" te su 1934. godine predstavili niz mjera potpora gospodarstvu koja su za cilj imala poticanje ukupnog outputa. Nacistička ideologija odigrala je veliku ulogu u financiraju mjera zbog toga što je Hitler želio postići što veću autarkiju, odnosno nije želio ovisiti o uvozu i vanjskoj trgovini. Ruralni egzodus trebao se zaustaviti socijalnim mjerama poput sufinanciranja strojeva za proizvodnju i ostalih inputa (pr. edukacija).
U tajnom memorandumu kojeg je napisao Hitler izrazio je pesimistično mišljenje o oporavku Njemačke poljoprivrede te je sve više uzimao u obzir kako se ukupna proizvodnja može povećati samo ako se proširi njemački životni prostor (Lebensraum). Hitler je smatrao kako je istočni front ključna točka dobavljanja hrane zbog uspješne poljoprivrede sovjeta i ostalih istočnoeuropskih država.

## Ekonomija za vrijeme rata (1939. – 1945.)
Hermann Göring izgradio je veliku osnovu za potpunu kontrolu ekonomije. Od početne invazije Poljske pa do 1942. godine Njemačka ekonomija nije imala potpuna obilježja prave ratne ekonomije. Tek je 1942. godine, nakon smrti Fritza Todta ekonomija poprimila potpuna ratna obilježja, i to pod vodstvom Alberta Speera. Zbog velike državne kontrole poduzeća nisu imali gotovo nikakve ekonomske slobode, a režim je opisan kao "komandni kapitalizam". Sve financijske investicije njemačkih građana limitirane su isključivo na one od kojih može profitirati kolektiv (vojska, policija, infrastruktura i sl.; takoreći su se investicije odobravale s obzirom na motiv istih). Nacisti su išli toliko daleko da su poduzetnike koji su svoje proizvode prodavali po većim cijenama klasificirali kao izdajnike, odnosno optuživali su ih za sabotažu države i cijelog gospodarstva.
Početak rata za njemačko gospodarstvo donio je razne gospodarske blokade i restrikcije, ponajprije od strane Velike Britanije. Njemačka industrija jako je teško dolazila do materijala kao što su nafta, šećer, kava, čokolada i pamuk. Kako bi neutralizirali učinke restrikcije uvoza nafte, Nijemci su se koristili gasifikacijom ugljena i oslanjali su se na rumunjska naftna polja pokraj grada Ploieşti. Njemačka je bila ovisna o Švedskoj kako bi proizvela željezne rude te Portugalu i Španjolskoj iz kojih je uvozila volfram. Švicarska je nastavila trgovati s Njemačkom i bila joj je vrlo korisna zbog toga što je u konfliktima ostala neutralna. Njemačka i SSSR međusobno su trgovali. Njemačka bi iz SSSR-a uvozila žito i sirovine koje bi plaćala u obliku strojeva i druge mehanizacije (čak su trgovali dizajnima ratnih brodova).
Nakon početka rata i Njemačke okupacije teritorija, isti su bili prisiljeni trgovati s Njemačkom te im izvoziti sirovine po iznimno niskim cijenama. Njemačka ekspanzivna politika predviđala je nadopunu resursa putem osvajanja istočnih zemalja, ali je zbog intenziteta rata malo toga ostalo te se Njemačka oslanjala prvenstveno na resurse koje je eksploatirala od zapadnih zemalja koje je okupirala. Tako je 1941. godine dvije trećine francuskih željeznica korišteno kako bi se u Njemačku prevozili resursi i dobra.
Njemačka ekonomija također je profitirala od prisilnog rada. U radnim logorima radili su homoseksualci, Židovi, Romi i drugi, tj. svi oni koje je nacistička politika smatrala neprijateljima. Velik broj ratnih zarobljenika i civila zarobljenih na okupiranim područjima odveden je u radne logore kako bi proizvodili dobra koja su bila nužno potrebna kako bi se rat nastavio. Povjesničari procjenjuju kako je preko 5 milijuna Poljaka prošlo kroz neki oblik radnih logora ili kampova (u okupiranoj Poljskoj bilo je ukupno 457 kompleksa za prisilni rad). Neke od korporacija koje su izrabljivale radnike tijekom rata bile su: Siemens, Philips, Volkswagen, Bosch, Junkers, Daimler-Benz, Krupp, Thyssen i drugi. Od 1942. do 1944. godine nacisti su zarobili i odveli preko 3 milijuna sovjeta u Njemačku, Austriju i druge zemlje kako bi prisilno radili u tvornicama i logorima. Procjenjuje se kako je tijekom cijelog rata za naciste prisilno radilo oko 12 milijuna ljudi.
U kasnim danima 1944. godine, saveznička bombardiranja uništila su velik dio nacističkih tvornica i gradova. Kolaps ekonomije nagovijestio je siguran kraj rata i njemački poraz. Nedostatci hrane doveli su do toga da je sve više Nijemaca počelo umirati u vlastitoj državi, a većina njih zbog gladi nije mogla ni raditi. Proizvodnja sintetičkog goriva pala je za 86%, a proizvodnja eksploziva reducirana je za 42%. Tenkovska industrija također je imala slabiji output za 35%.